# Chip Taylor
Chip Taylor , rodným jménem James Wesley Voight (* 21. března 1940, Yonkers, New York, USA) je americký zpěvák, hudebník, hudební producent a skladatel.

## Rodina
Narodil se v Yonkers ve státě New York jako syn Barbary (rozené Kamp; 1910 – 1995) a Elmera Voighta (1909 – 1973), profesionálního golfisty. Má dva bratry, Barryho Voighta (* 1937), bývalého vulkanologa na Pensylvánské státní univerzity a známého herce Jona Voighta (* 1938), držitele Oscara. Jeho dědeček z otcovy strany, George Voytka, byl slovenský přistěhovalec z Košic a dědeček z matčiny strany a jeho rodina byli přistěhovalci z Německa.
Jde o strýce herečky Angeliny Jolie a herce Jamese Havena.

## Životopis
Navštěvoval střední školu Archbishop Stepinac High School ve White Plains v New Yorku. Po neúspěšném pokuse stát se profesionálním hráčem golfu vstoupil do hudebního byznysu skládáním pop a rockových písní samostatně, jakož i ve spolupráci s ostatními skladateli, například Al Gorgoni (duo Just Us), Billy Vera, Ted Daryll, a Jerry Ragovoy.
Jeho nejznámější písní se stala „Wild Thing“, která byla původně nahrána v roce 1965 Jordanem Christopherem & The Wild Ones, ale známou se stala v roce 1966 jako hitový singl skupiny The Troggs, stejně tak v roce 1967 živým vystoupením Jimiho Hendrixe, a „Angel of the Morning“, hit pro Merrilee Rush v roce 1968, následně nazpívaný stálicí country Juice Newton v roce 1981. Jeho dalšími známými popovými a country písněmi jsou „He Sits at Your Table“ (Willie Nelson), „I Can't Let Go“, „The Baby“ (The Hollies), „Worry“ (Johnny Tillotson), „Make Me Belong to You“ (Barbara Lewis), „I Can Make It With You“ (The Pozo Seco Singers, Jackie DeShannon), „Any Way That You Want Me“ (The Troggs, Evie Sands, Juice Newton), „Step Out of Yo), „Julie“ (Bobby Fuller Four), „Lonely Is As Lonely ur Mind“, „Country Girl City Man“ (Billy Vera and Judy Clay), „I'll Hold Out My Hand“, „Try (Just a Little Bit Harder)“ (Janis Joplin) „Does“ (The Fleetwoods), „Sweet Dream Woman“ (Waylon Jennings), „A Little Bit Later On Down the Line“ (Bobby Bare) a „Son of a Rotten Gambler“ (Emmylou Harris, The Hollies, Anne Murray).
Jenom z hitu Angel of the Morning'3○ bylo prodáno víc než třináct milionů kopii na celém světě.
V roce 2007 založil vlastní nahrávací společnost Train Wreck Records.